# Perrex
Perrex är en kommun i departementet Ain i regionen Auvergne-Rhône-Alpes i östra Frankrike. Kommunen ligger  i kantonen Pont-de-Veyle som ligger i arrondissementet Bourg-en-Bresse. Kommunens areal är 11,07 km². År 2022 hade Perrex 861 invånare.

## Befolkningsutveckling
Antalet invånare i kommunen Perrex
Referens: INSEE